# Naděje, Láska a Víra
Naděje, Láska a Víra, nazývané také Sousoší v Praze na Krejcárku, je sousoší pískovcových skulptur, které vytvořil akademický sochař Petr Váňa. Dílo se nachází v ulici Novovysočanské v Praze v části Libeň v městské části Praha 9. Geograficky se také nachází na Pražské plošině.

## Historie a popis díla
Sousoší Naděje, Láska a Víra bylo instalováno 16. března 2020. Je umístěno v malém parku u silnice poblíže 5 nových bytových bloků na Krejcárku, a to jako přání lidem, kteří zde a v jeho okolí žijí. Tři velké bloky s Božanovského pískovce, s výškou cca 3 m, symbolicky tvoří plachty lodě napnuté větrem a byly vytvořeny technikou sekání. Každá plachta je symbolicky vedená/směřována jedním z principů, jedním ze tří přání/modliteb autora, tj. Nadějí, Láskou a Vírou. Je to tedy kamenné ztvárnění této myšlenky. Hrubé bloky kamenů pro sousoší byly vylomeny ze skály v srpnu roku 2019 a měly hmotnost cca 36 tun. První kámen je „Naděje“, směřuje nahoru a je největší. Prostřední kámen je „Láska“, má hladké hřejivé srdce a je prostřední velikosti. Třetí a nejmenší kámen je „Víra“, která symbolicky „kráčí“ za „Nadějí“ a „Láskou“. Čelní plochy kamenů mají také obrysy tvaru žen a jsou plasticky prosekány tak, aby dobře zachycovaly hru světla a stínu.

## Další informace
Sousoší je celoročně volně přístupné.

## Galerie

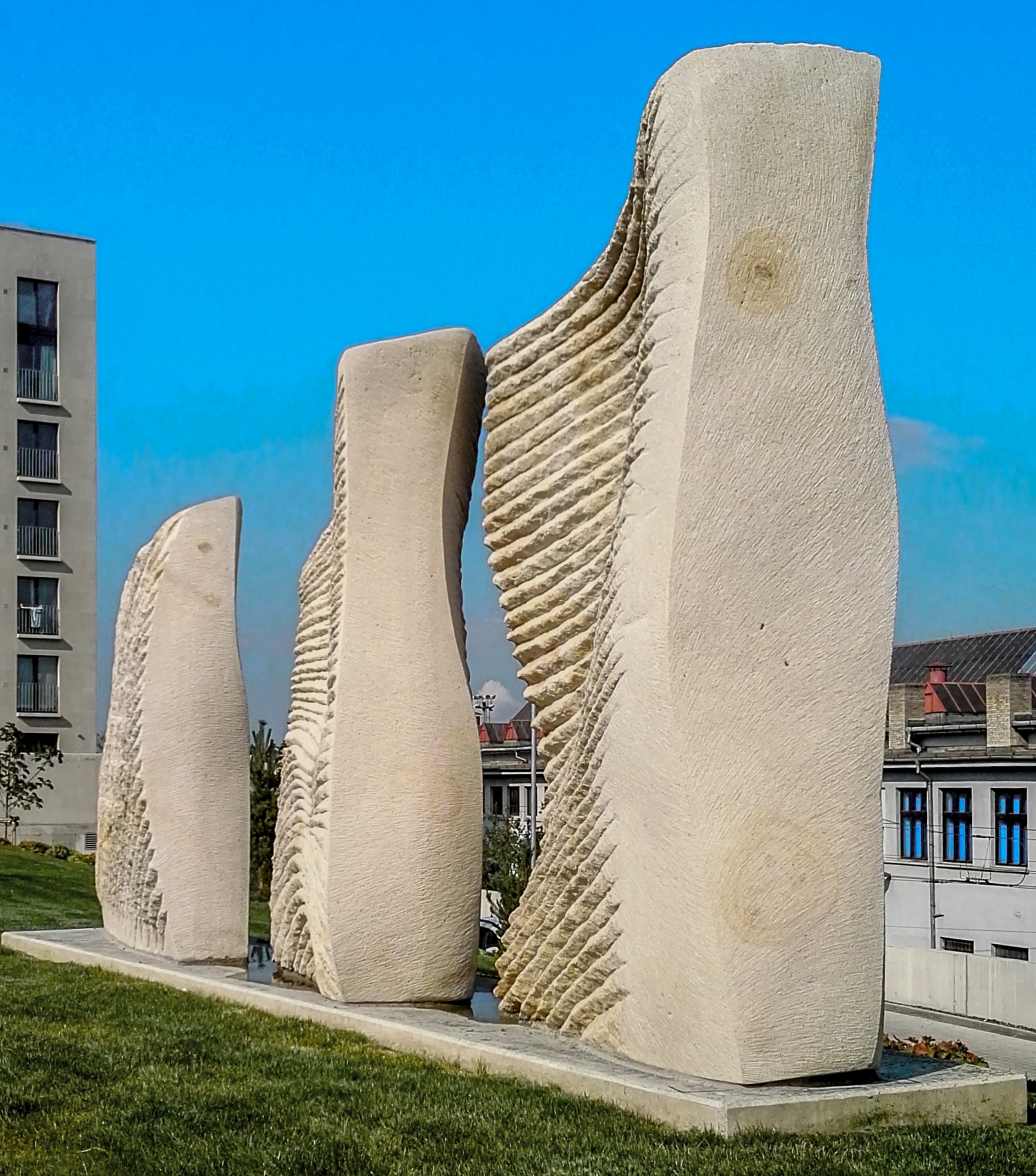
Celek
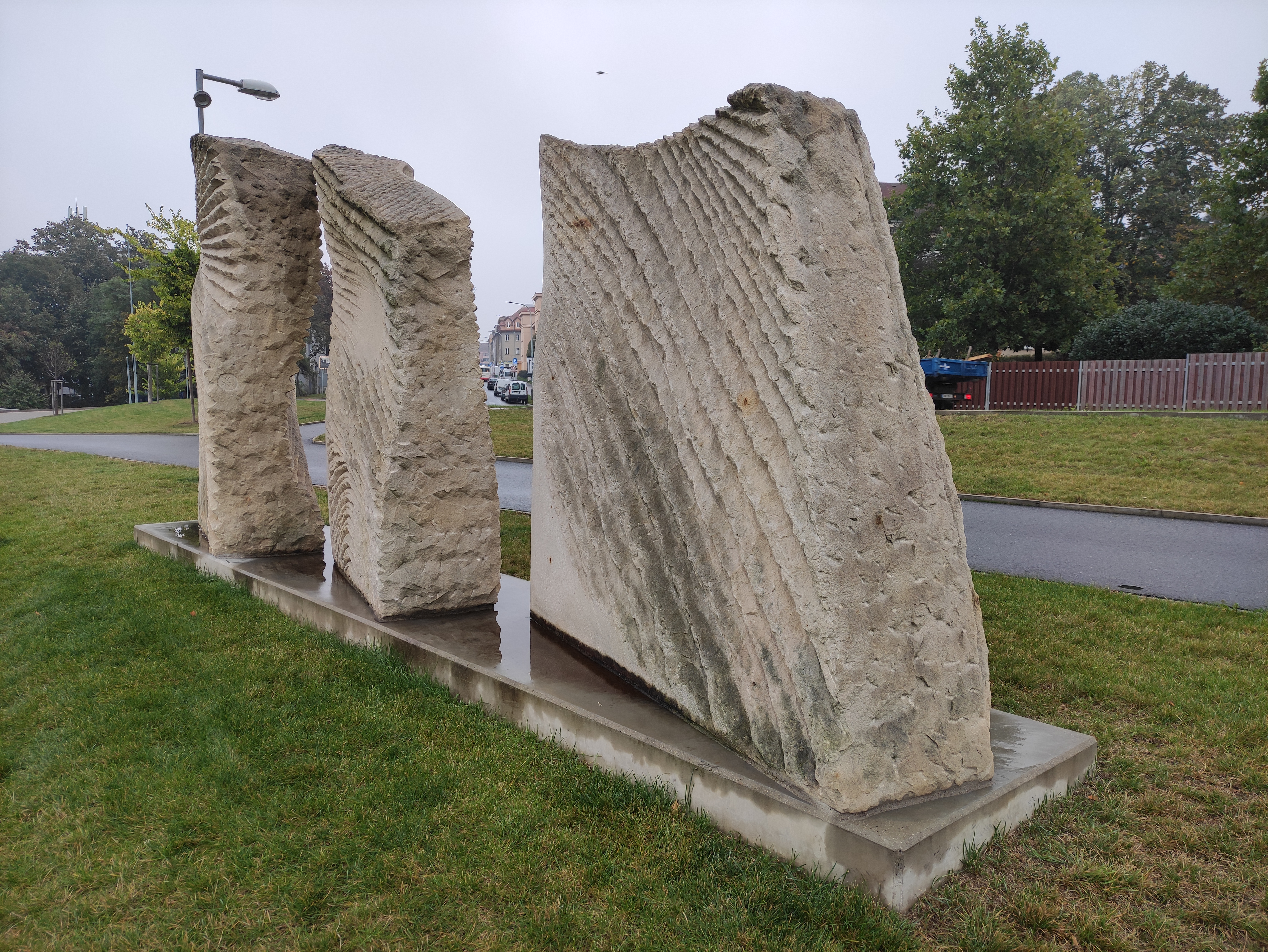
Celek
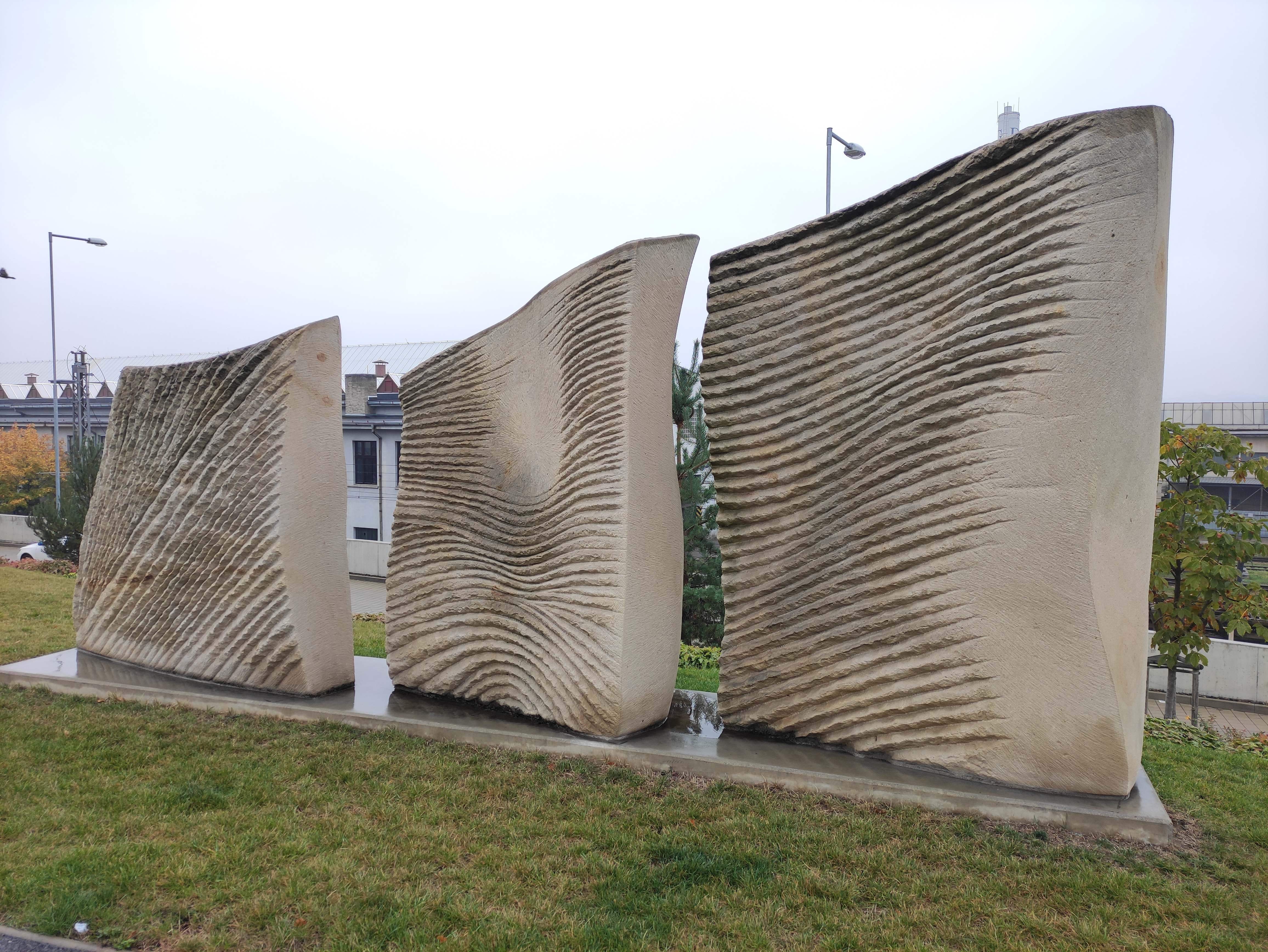
Celek
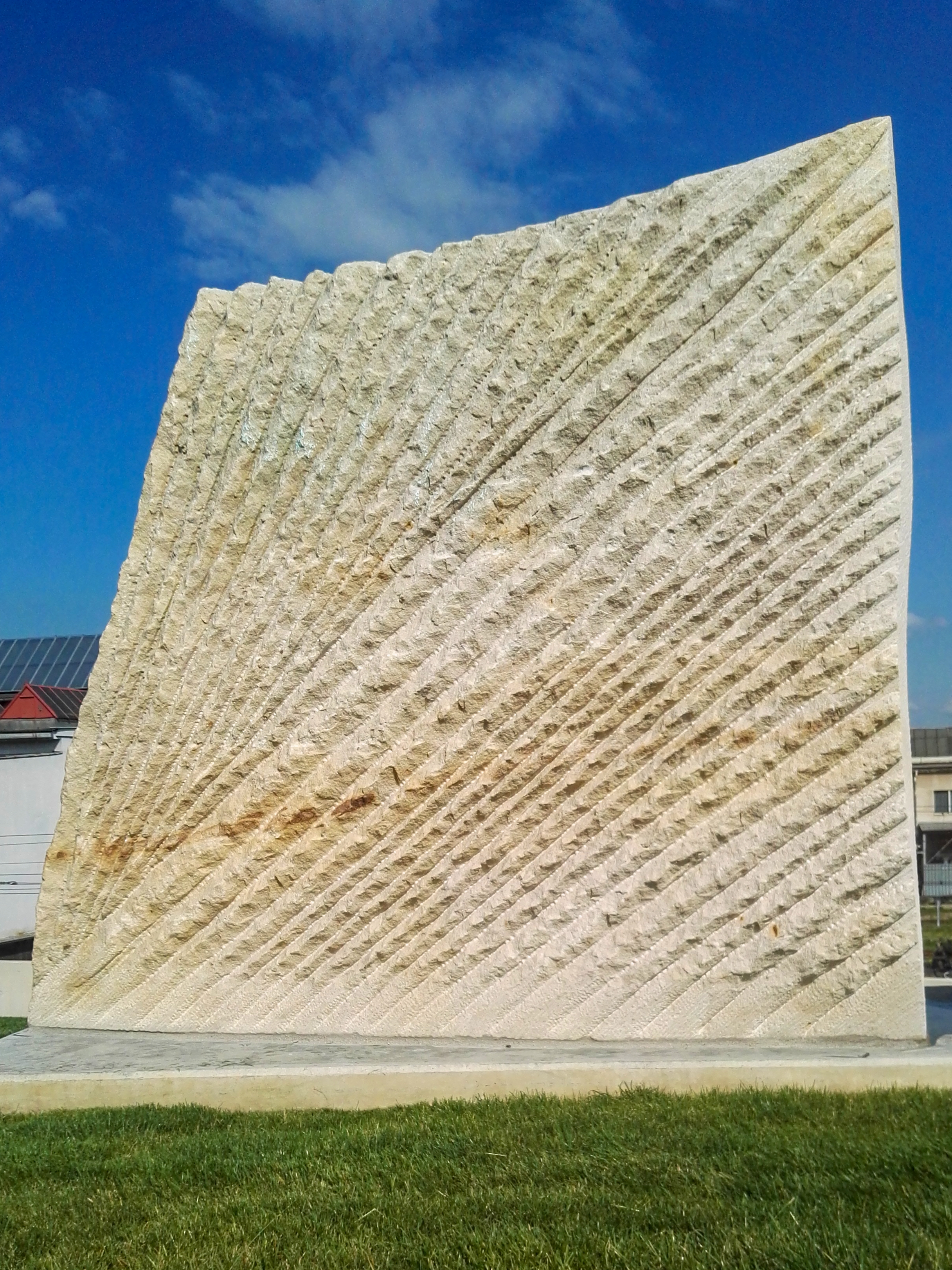
Detail díla
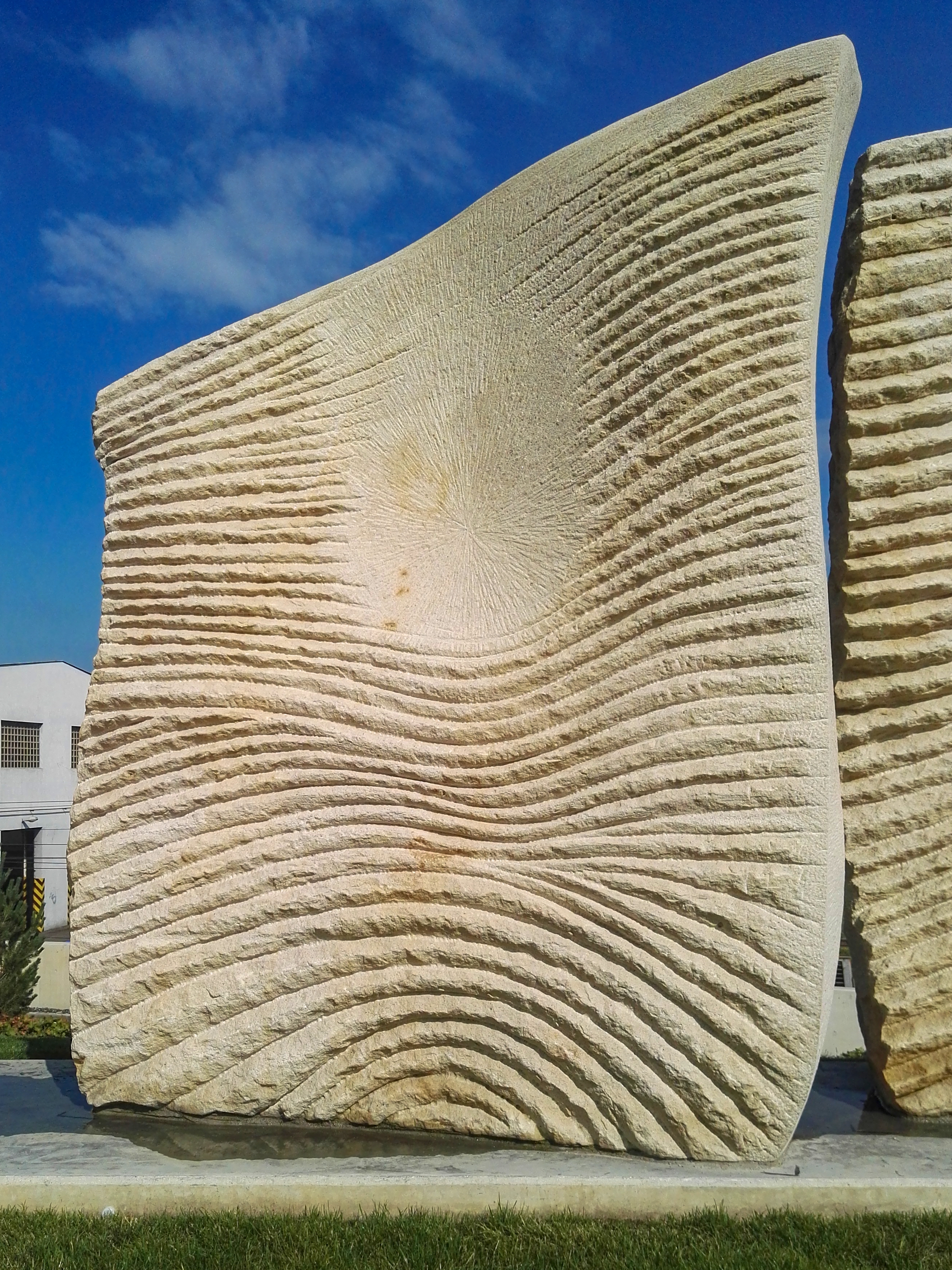
Detail díla
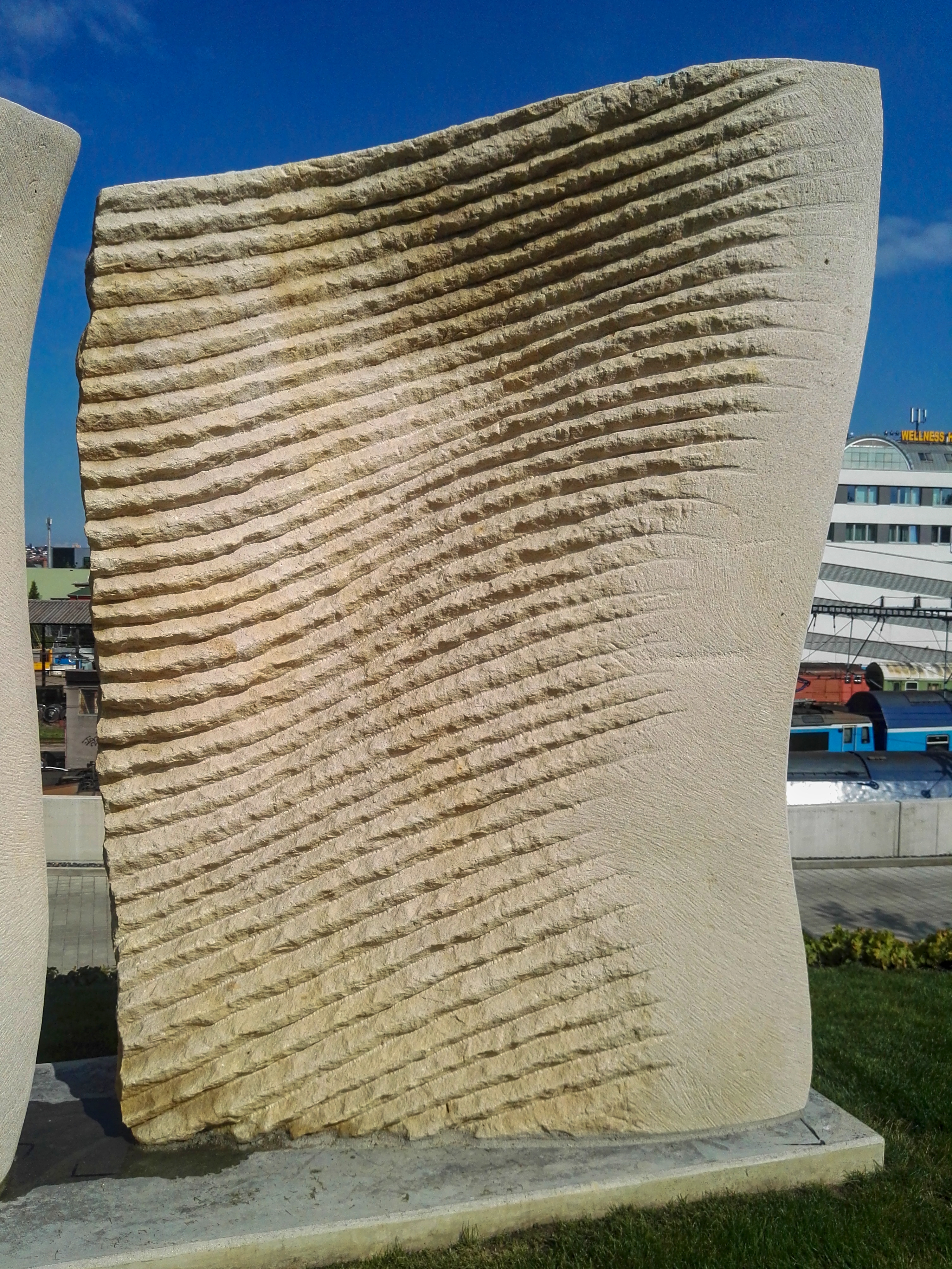
Detail díla